# Sylwanska gården
Sylwanska gården är en K-märkt byggnad på Råbygatan 10 i centrala Lund. 
Gården blev från 1830-talet fram till 1851 Akademiska föreningens första hus, och är numer bland annat kontor för Sekel Bokförlag[när?]. 
1780 flyttade Isak Anders Sylvan, handelsman i Ystad, med familjen till Lund där den akademiska världen lockade. I Sylvanska gården på Sandgatan grundade han en bokhandel (Ph Lindstedts bokhandel, vilken anses vara Sveriges äldsta). Han avled ett halvt år efter att ha fått den godkänd som akademibokhandel. Efter hans död bodde hans fru kvar tillsammans med flera "svagsinta" döttrar och sondöttrar." Paret skall ha fått 13 barn tillsammans, 12 födda i Ystad och det 13:e i Lund. Sylvanska gården såldes efter hennes död till Akademiska Föreningen och efter AF:s nybyggnad flyttades huset till Råbygatan, där det ännu kvarstår, Sylvanska gården var under en tid pantbank.